# George Porter
Sir George Porter, Baró Porter de Luddenham Kt OM, FRS (Stainforth, South Yorkshire, Anglaterra, 1920 - Canterbury, 2002) fou un químic i professor universitari anglès guardonat amb el Premi Nobel de Química l'any 1967.

## Biografia
Va néixer el 6 de desembre de 1920 a la ciutat de Stainforth, situada al comtat de Yorkshire. Va estudiar química a la Universitat de Leeds on es llicencià. Durant la Segona Guerra Mundial s'allistà voluntari a la Marina Real britànica i en finalitzar aquesta va esdevenir ajudant de Ronald Norrish a la Universitat de Cambridge. Posteriorment va esdevenir professor de química a la Universitat de Shefield i canceller de la Universitat de Leicester entre 1984 i 1995.
Membre de la Royal Society de Londres, en fou president entre 1985 i 1990. El 1972 va rebre el títol de Cavaller de mans del reina Elisabet II del Regne Unit, el 1989 li fou concedida l'Orde del Mèrit i el 1990 rebé el títol honorífic de Baron Porter of Luddenham. Va morir el 31 d'agost de 2002 a la seva residència de la ciutat de Canterbury, situada al comtat de Kent.

## Recerca científica
Inicià la seva recerca científica al costat de Ronald Norrish, amb el qual va desenvolupar estudis al voltant de les reaccions químiques que es realitzen a gran velocitat. Així mateix realitzà treballs sobre partícules de clorina i l'equilibri d'aquestes entre àtoms i molècules.
L'any 1967 fou guardonat amb el Premi Nobel de Química per les seves investigacions sobre les reaccions químiques ràpides, causades per destrucció de l'equilibri químic probocat per un ràpid impuls energètic, premi que compartí amb l'anglès Ronald Norrish i l'alemany Manfred Eigen.